# Parque nacional de Kayan Mentarang
El Parque nacional de Kayan Mentarang es un parque nacional densamente poblado de bosques en la provincia indonesia de Kalimantan Septentrional en la  isla de Borneo. 

## Geografía
El parque nacional Kayan Mentarang está ubicada en la frontera entre Indonesia y Malasia. El parque es fundamental en la iniciativa Corazón de Borneo del WWF, que pretende proteger las tierras altas transfronterizas de Borneo, que se extienden por tres naciones del sudeste asiático en Indonesia, Malasia y Brunéi Darussalam.
Ha sido difícil hasta hace poco que los turistas penetren en este enorme parque nacional, encontrando problemas especialmente en los puntos fronterizos entre Malasia e Indonesia. Sin embargo, conforme progresa la iniciativa "Corazón de Borneo", se ha llegado a acuerdos sobre cómo promover el movimiento de turistas en el parque nacional desde Malasia a través de Bakelelan en Sarawak, Borneo malayo.

## Ecología
Entre los animales que se pueden encontrar en el parque están mamíferos como pangolín malayo, el macaco cangrejero, el mono narigudo, el gibón gris, el loris de Sonda, el tarsero oriental, el pantera nebulosa, el gato jaspeado, el gato de cabeza plana, el nutria enana, el oso malayo, y la civeta de las palmeras de Hose.
Otras especies protegidas incluyen el faisán coliblanco y varios cálaos (rinoceronte, el de yelmo, y el arrugado).

## Asentamientos humanos
Restos arqueológicos en el parque incluyen herramientas de piedra y tumbas que indican que la zona estuvo habitada hace más de 350 años. Actualmente hay alrededor de 20.000-25.000 dayak viviendo alrededor del parque, desde varias tribus incluyendo los kenyah, punan, lun daye y lun bawang.